# Маркрийская обсерватория
Маркрийская обсерватория - частная астрономическая обсерватория, основанная в 1830 году в графстве Слайго, Ирландия. В данный момент обсерватория не работает.

## Руководители обсерватории
- Март, Альберт - второй директор обсерватории

## История обсерватории
В 1830 году полковник Эдвард Джошуа Купер MP (1798-1863), старший сын депутата Эдварда Синга Купера, и Энн, дочь Генриха Ванситарт, губернатора Бенгалии основали Маркрийскую обсерваторию в одноименном замке.

## Инструменты обсерватории
- 35.5-см рефрактор (1831), изготовленный Томасом Граббом, в течение нескольких лет был крупнейшим рефрактором в мире. Построен для наблюдений возвращения кометы Галлея в 1835 году и для наблюдений солнечного затмения 15 мая 1836 года.
- 1.5-м пассажный инструмент (1839 год)
- 0.9-м меридианный круг (1839 год, снабженный 17.75 см объективом — крупнейший в мире на тот момент)
- 10-см кометоискатель (1842 год)

## Направления исследований
- Астрометрия и поиск астероидов

## Основные достижения
- Открытие астероида (9) Метида в 1848 году Эндрю Грэхемем при помощи кометоискателя.
- Каталог Маркри (англ. Markree Catalogue), который состоит из шестидесяти тысяч звёзд вдоль эклиптики, занесённых в каталог в период с 8 августа 1848 г. по 27 марта 1856 г., и был опубликован в четырех томах в 1851, 1853, 1854, 1856 гг. соответственно.

## Известные сотрудники
- Col. Edward Joshua Cooper MP
- Edward Synge Cooper MP
- Эндрю Грэхем